# Vishal Sikka

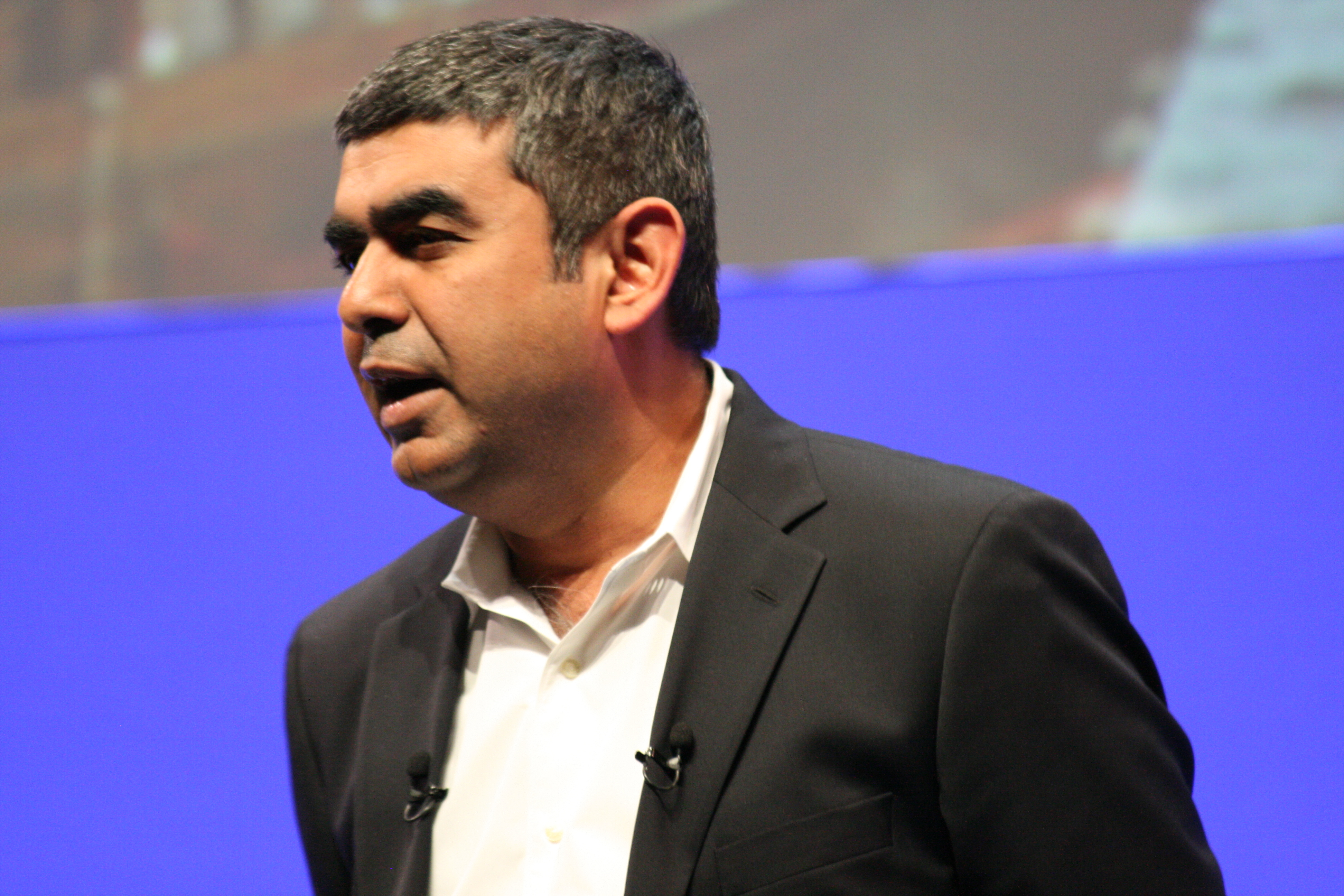
Vishal Sikka (2010)

Vishal Sikka (Hindi विशाल सिक्का; * 1. Mai 1967 in Shajapur, Madhya Pradesh, Indien) ist ein indischer Unternehmer, Gründer und CEO von Vianai Systems, ehemaliger CTO der SAP AG und ehemaliger CEO von Infosys (2014–2017). Derzeit ist er auch im Vorstand von Oracle, im Aufsichtsrat der BMW Group und als Berater des Stanford Institute of Human-Centered AI tätig.
Die Zeitschrift India Today wählte ihn auf Platz 32 der Liste der 50 mächtigsten Personen Indiens im Jahr 2017.

## Leben
Sikka wurde in Shajapur, Madhya Pradesh, als Sohn eines Offiziers der indischen Eisenbahn und einer Lehrerin geboren. Als er sechs Jahre alt war, zog seine Familie nach Vadodara in Gujarat. Er besuchte die Kendriya Vidyalaya in Rajkot und danach eine christliche Schule namens Rosary High School. Sikka begann ein Bachelor-Studium in Computertechnik an der Maharaja Sayajirao University of Baroda, das er abbrach, um an die Syracuse University in New York zu gehen, wo er einen Bachelor-Abschluss in Informatik erwarb. Seinen Doktortitel erwarb er 1996 an der Stanford University. Seine Dissertation trug den Titel Integrating Specialized Procedures into Proof Systems und sein Doktorvater war Michael Genesereth.
Marvin Minsky, einer der Väter der Künstlichen Intelligenz, schrieb ein Empfehlungsschreiben für Sikka für seine Zulassung in Stanford. John McCarthy, der ebenfalls als Vater der KI gilt, war einer von Sikkas Professoren.
Nach einer kurzen Tätigkeit in den Forschungslabors von Xerox gründete Sikka iBrain, das damals mit Business Objects konkurrierte. iBrain wurde von PatternRX, Inc. übernommen. Sein zweites Startup, Bodha.com, konzentrierte sich auf die Entwicklung von Technologien für die nicht-invasive, servicebasierte Integration von Unternehmensanwendungen und -informationen. Nach der Übernahme von Bodha.com wechselte Sikka als Area Vice President zu Peregrine Systems.
Sein derzeitiges Unternehmen, Vianai Systems, ist ein Startup-Unternehmen mit Sitz in San Francisco, das Software-Dienstleistungen in den Bereichen Künstliche Intelligenz und Maschinelles Lernen anbietet.
Zuvor war Sikka Executive Vice Chairman, CEO und Managing Director von Infosys. Am 18. August 2017 trat er als Managing Director von Infosys zurück. Er verließ seine Rolle als Executive Vice Chairman von Infosys am 24. August 2017, als Nandan Nilekani zum neuen Non-Executive Chairman des Vorstands ernannt wurde. Bevor er zu Infosys kam, war Sikka Mitglied des Vorstands und des Global Managing Board der SAP AG und leitete alle SAP-Produkte und Innovationen weltweit. In seinen 12 Jahren bei SAP leitete Sikka das Produktportfolio von SAP, einschließlich der In-Memory-Plattform SAP HANA, sowie alle Anwendungen, Cloud- und Technologielösungen des Unternehmens. Sikka verließ den SAP-Vorstand im Mai 2014 und wurde am 12. Juni 2014 zum CEO und MD von Infosys ernannt. Nach drei Jahren bei Infosys verließ Sikka das Unternehmen am 18. August 2017.

## SAP
Sikka kam 2002 zu SAP und leitete die Advanced Technology Group, die für strategische Innovationsprojekte zuständig ist. Später wurde er zum Senior Vice President of Architecture und Chief Software Architect befördert, der für die Roadmap und die Ausrichtung der Architektur von SAP-Produkten und -Infrastruktur verantwortlich ist.
Im April 2007 wurde Sikka zum ersten CTO der SAP ernannt, der an den damaligen CEO Henning Kagermann berichtete. Zu dieser Zeit erklärte SAP-Sprecher Frank Hartmann, dass SAP einen CTO benötigte, um einige weitreichende Veränderungen im Unternehmen zu beaufsichtigen, darunter die erneute Konzentration auf den Mittelstand, die Einführung neuer On-Demand-Produkte und die weitere Einführung von NetWeaver und der SOA-Strategie.
Nach dem Rücktritt von Léo Apotheker aus dem Vorstand im Jahr 2010, um CEO von HP Inc. zu werden, wurde Sikka zusammen mit den neuen Co-CEOs Bill McDermott und Jim Hagemann Snabe in einen neu zusammengesetzten Vorstand berufen.
Am 4. Mai 2014 gab Sikka seinen Abschied von SAP bekannt, nachdem er zum Leiter von Infosys ernannt worden war.
Im Dezember 2019 wurde Sikka in den Vorstand von Oracle berufen.

## Infosys
Am 12. Juni 2014 ernannte Infosys, Indiens zweitgrößter Exporteur von IT-Dienstleistungen, Sikka zu seinem Chief Executive Officer und Managing Director. Sikka übernahm das Amt am 1. August von dem damaligen CEO S.D. Shibulal, einem der Gründer von Infosys. Am 14. Juni wurde er als Vollzeit-Direktor in den Vorstand und CEO & MD (Designate) von Infosys berufen. Seine jährliche Vergütung wurde auf 13 Mio. USD und Aktienoptionen im Wert von 9 Mio. USD festgelegt. Vishal Sikka trat am 18. August 2017 als Geschäftsführer und CEO von Infosys zurück. Er wurde am 24. August 2017 interimistisch durch U. B. Pravin Rao ersetzt.

## Vianai
Im Jahr 2019 gründete Sikka das KI-Unternehmen Vianai mit einer Anfangsfinanzierung von 50 Millionen US-Dollar und Beratern wie Indra Nooyi, John Etchemendy, Divesh Makan, Sebastian Thrun und Alan Kay.
Während einer Plattform-Demo am 17. September 2019 sagte Sikka, dass Vianai eine eigene Programmiersprache entwickelt habe, um mehr Entwicklern und Unternehmen die Nutzung von KI- und Machine Learning-Techniken zu ermöglichen.